# (1095) Tulipa
(1095) Tulipa és un asteroide pertanyent al cinturó d'asteroides descobert per Karl Wilhelm Reinmuth el 14 d'abril de 1926 des de l'observatori de Heidelberg-Königstuhl, Alemanya.
Inicialment es va designar com 1926 GS. Més tard va ser nomenat per les tulipes, una planta de la família de les liliàcies.
Tulipa orbita a una distància mitjana del Sol de 3,026 ua, podent acostar-s'hi fins a 2,956 ua i allunyar-se'n fins a 3,097 ua. La seva excentricitat és 0,02334 i la inclinació orbital 10,03°. Triga a completar una òrbita al voltant del Sol 1923 dies.